# Yoshifumi Kondō
Yoshifumi Kondō (jap. 近藤 喜文 Kondō Yoshifumi; ur. 31 marca 1950 w Gosen, zm. 21 stycznia 1998) – japoński rysownik-animator oraz reżyser filmów anime.
Jako rysownik był przez wiele lat współpracownikiem Hayao Miyazakiego i Isao Takahaty jeszcze przed powstaniem Studia Ghibli. Pracowali wspólnie między innymi przy realizacji serialu Ania z Zielonego Wzgórza z 1979 r., a później już w ramach Studia Ghibli przy Grobowcu świetlików (Hotaru no haka) z 1988 roku i Powrocie do marzeń (Omoide Poro Poro) z 1991 roku w reż. Takahaty oraz Podniebnej poczcie Kiki (Majo no takkyūbin) z 1989 roku i Księżniczce Mononoke (Mononoke hime) z 1997 roku w reż. Miyazakiego. Jako reżyser Kondō debiutował filmem Szept serca (Mimi o sumaseba) z 1995 roku. Zmarł w wyniku tętniaka 21 stycznia 1998 roku.